# Eloïne Barry
Pour les articles homonymes, voir Barry.
Eloïne Barry née en 1981 à Lyon en France, est une professionnelle de la communication et fondatrice d'African Media Agency.

## Début de la vie
Eloïne Barry est née et a grandi à Lyon, en France, en 1981, d'une mère sénégalaise et d'un père originaire de Guinée-Bissau.
Elle est diplômée en 2003 d'une licence en lettres de littérature anglaise de l'Université Lyon 2 et d'une licence de traduction et relations internationales de l'ESTRI, puis obtient en 2005 un master en communication de l'EFAP Lyon.

## Carrière dans les agences de relations publiques

### Fil de presse RP
Eloine a commencé sa carrière en dehors de l'université avec l'agence PR Newswire en tant que responsable des relations avec les médias. Elle était chargée de promouvoir le contenu et les produits de PR Newswire auprès des médias généralistes et des publications spécialisées en France et dans la région DACH en français et en allemand.
Barry a été promue chef d'équipe des relations avec les médias un an après avoir rejoint PR Newswire, responsable de la région Europe, Moyen-Orient, Afrique et Inde.
Eloine Barry a rejoint l'Organisation de la presse africaine en tant que directeur exécutif[Quand ?]. Dès la première année, elle a fait de l'organisation l'unique agence commerciale diffusant des communiqués de presse à travers différents canaux de distribution dans les 54 États du continent africain. Elle a également conclu des partenariats avec les leaders mondiaux de l'industrie de l'information dont Thomson Reuters, Bloomberg, Dow Jones Factiva et Lexis Nexis[réf. nécessaire].
En 2015, Barry a lancé African Media Agency (AMA) en réponse au besoin croissant des entreprises opérant dans le contexte africain pour davantage d'engagements, de conseils et de stratégie. Elle a embauché une équipe et ouvert des bureaux à Abidjan, Kampala, et mis en place des opérations de terrain au Caire, Casablanca, Dakar, Kigali, Nairobi, Johannesburg et Lagos.
Elle siège au conseil d'administration de l'Africa communications Week et s'est portée volontaire pour Speak Up Africa.

## Prix et reconnaissances
- 2028 : Elle est reconnue comme l'une des personnes d'ascendance africaine les plus influentes (MIPAD) en 2018[6] ;
- 2019 : Elle a reçu le Prix d’Excellence de l’ASCOM[7] ;
- 2022 : nommée deux années consécutives par New African Women, femme de l’année dans la catégorie Médias[1]